# Permopanorpa inaequalis
Permopanorpa inaequalis  (лат.) — ископаемый вид скорпионниц рода Permopanorpa из семейства Permopanorpidae. Один из древнейших представителей отряда скорпионниц (Mecoptera). Известен по ископаемым остаткам из пермских отложений Канзаса, США (Elmo, Artinskian pond limestone, Wellington Formation, 270—285 млн лет). Ширина тела 0,7 мм, длина переднего крыла 4,92 мм, ширина 1,43 мм.
Включён в состав рода Permopanorpa Tillyard 1926 (вместе с видами Permopanorpa martynovi, Permopanorpa schucherti, Permopanorpa formosa), близкого к родам скорпионниц Martynopanorpa, Neopermopanorpa, Xenopanorpa и Lithopanorpa. Вид был впервые описан в 1926 году австралийско-английским энтомологом Робертом Джоном Тилльярдом (Robert John Tillyard). Это один из древнейших видов скорпионниц и всех представителей отряда Mecoptera наряду с такими видами как Westphalomerope maryvonneae, Protochorista tetraclada и Pseudomerope mareki.